# Emocromatosi ereditaria
L'emocromatosi ereditaria (greco hàima sangue, e chroma, -atos colore), in passato chiamato anche diabete bronzino, è una malattia metabolica genetica dovuta all'accumulo di notevoli quantità di ferro in diversi organi e tessuti quali: fegato, pancreas, cute, cuore e alcune ghiandole endocrine.
L'assorbimento intestinale del ferro negli alimenti è aumentato.
Ciò è causato, nella maggior parte dei casi, dalla mutazione genetica del gene HFE, localizzato sul cromosoma 6 e strettamente associato al locus genico del complesso maggiore di istocompatibilità.

## Prevalenza
Tra le popolazioni nord-europee il tasso di eterozigosi è del 10% circa, con lo 0,3-0,5% di omozigosi. Le manifestazioni sono 5-10 volte più frequenti negli uomini, in quanto l'espressione genica della malattia è influenzata da fattori esterni quali l'introito di ferro con la dieta, le perdite ematiche associate a mestruazioni e gravidanza, le donazioni di sangue.
L'esordio avviene comunemente tra i 40 e i 60 anni; i soggetti più giovani possono essere identificati tramite screening.
La prevalenza si aggira intorno al 30% circa della popolazione europea.

## Patogenesi
Nell'emocromatosi il ferro assorbito è in eccesso rispetto alle necessità fisiologiche. Pertanto dapprima aumenta il ferro plasmatico, con saturazione della transferrina e conseguente aumento della ferritina; in seguito il ferro in eccesso si accumula negli organi parenchimatosi, soprattutto fegato, pancreas e cuore. Il sovraccarico di ferro a livello epatico causa cirrosi, nel pancreas può indurre distruzione delle isole di Langerhans con conseguente insorgenza di diabete mellito, mentre nel cuore è responsabile della comparsa di cardiopatia e aritmie. Altre alterazioni sono a carico dell'ipofisi, delle articolazioni e della cute.
La causa dell'emocromatosi ereditaria o primaria è genetica. La forma più comune è causata da una mutazione del gene HFE che codifica per una proteina che regola l'assorbimento del ferro alimentare. Le mutazioni più frequenti sono il polimorfismo C282Y e H63D. È stata anche ritrovata una forma più rara di emocromatosi causata da una mutazione del gene che codifica per l'epcidina, una proteina di fase acuta sintetizzata dal fegato che svolge un ruolo chiave nell'omeostasi del ferro. Normalmente l'epcidina, in situazioni di aumento di ferro circolante, blocca la ferroportina a livello dell'enterocita e del macrofago, inibendo il rilascio di ferro. Quando è mutata non è in grado di svolgere questo compito, e la ferroportina non viene bloccata; si ha così la fuoriuscita di ferro dalla cellula causando indirettamente un eccessivo assorbimento di ferro a livello tissutale.
Se nell'organismo normale il peso totale di ferro è di 2-5 grammi, in un adulto con HHC (hereditary haemochromatosis) si può raggiungere i 40 grammi. Nel fegato i livelli normali di ferro sono inferiori a 1 000 microgrammi per grammo di peso secco, mentre nel fegato di un adulto con HHC si superano i 10000 μg/g.

## Clinica
Le manifestazioni cliniche dell'emocromatosi compaiono in genere tra i 40 e i 60 anni di età, i maschi ne sono colpiti con un'incidenza dalle 5 alle 10 volte superiore alle donne.
La classica triade clinica comprendere cirrosi, iperpigmentazione della pelle (colorazione bronzina) e diabete mellito: dall'associazione del diabete e del colorito scuro della cute è nata la denominazione di diabete bronzino. Altri sintomi sono dolore addominale, astenia, perdita di peso, perdita della libido e amenorrea.
La malattia conclamata causa epatomegalia, iperpigmentazione, diabete mellito, angiomi stellati, splenomegalia, ascite, aritmie, atrofia testicolare, ittero, insufficienza cardiaca congestizia, astenia e depressione.
I pazienti affetti da emocromatosi, qualora la malattia non sia stata diagnosticata e trattata prima che siano avvenuti danni tissutali, presentano un rischio di sviluppare il carcinoma epatocellulare 200 volte superiore rispetto alla popolazione normale.

## Diagnosi
Suggerita dalla presenza di:
- cirrosi
- iperpigmentazione cutanea
- diabete mellito
- cardiopatia
- artrite
- ipogonadismo

Durante l'anamnesi è bene valutare, oltre ai precedenti familiari, l'uso di alcol, di ferro, di acido ascorbico (il quale aumenta l'assorbimento di ferro).
Per valutare le riserve di ferro corporeo si usano:
- il dosaggio del ferro sierico (sideremia) e la percentuale di saturazione della transferrina[3]
- la concentrazione sierica della ferritina[3]
- la biopsia epatica con calcolo dell'indice di ferro epatico
- la TC e/o la RMN del fegato (vedi radiologia del fegato)

## Terapia
La rimozione del ferro in eccesso avviene in modo ottimale tramite salasso settimanale o bisettimanale di 500 mL per 1-2 anni, poi, una volta ottenuti parametri normali, ogni 3 mesi e tramite la somministrazione di chelanti del ferro.